# KNVB-Pokal 1972/73
Der KNVB-Pokal 1972/73 war die 55. Auflage des niederländischen Fußball-Pokalwettbewerbs. Er begann am 28. Oktober 1972 mit der ersten Runde, an der nur Amateurmannschaften und Vereine der Eerste Divisie teilnahmen. Ab der zweiten Runde kamen die Mannschaften der Eredivisie hinzu.
Pokalsieger wurde NAC Breda durch den 2:0-Finalsieg gegen NEC Nijmegen. NAC qualifizierte sich dadurch für den Europapokal der Pokalsieger.

## 1. Runde
Die erste Runde fand am 28. und 29. Oktober 1972 mit acht Vereinen aus dem Amateurbereich und den 20 Vertretern der Eerste Divisie statt.
| Datum      |                     | Ergebnis              |                       |
| ---------- | ------------------- | --------------------- | --------------------- |
| 28.10.1972 | VV IJsselmeervogels | 0:4                   | Roda JC Kerkrade      |
| 28.10.1972 | VV Veendam          | 2:0                   | Fortuna Vlaardingen   |
| 29.10.1972 | VV Caesar Beek      | 1:2                   | Helmond Sport         |
| 29.10.1972 | VV Ede              | 1:4 n. V.             | Willem II Tilburg     |
| 29.10.1972 | USV Elinkwijk       | 3:0                   | VV Eindhoven          |
| 29.10.1972 | VVV-Venlo           | 2:0                   | WVV Wageningen        |
| 29.10.1972 | Fortuna SC Sittard  | 2:2 n. V. (5:6 i. E.) | PEC Zwolle            |
| 29.10.1972 | HVC Amersfoort      | 0:2                   | AVV De Volewijckers   |
| 29.10.1972 | VV Leeuwarden       | 0:3                   | Heracles Almelo       |
| 29.10.1972 | RKSV Sparta '25     | 0:0 n. V. (6:5 i. E.) | FC Dordrecht          |
| 29.10.1972 | Schiedamse VV       | 2:0                   | SC Cambuur-Leeuwarden |
| 29.10.1972 | Vitesse Arnheim     | 2:1 n. V.             | De Graafschap         |
| 29.10.1972 | RFC Xerxes          | 0:1                   | VV Heerenveen         |
| 29.10.1972 | RCVV Zwart-Wit '28  | 0:3                   | FC Volendam           |

## 2. Runde
Die zweite Runde fand am 10. Dezember 1972 statt. In dieser Runde stiegen die 18 Mannschaften der Eredivisie in den Wettbewerb ein.
| Datum      |                     | Ergebnis              |                          |
| ---------- | ------------------- | --------------------- | ------------------------ |
| 10.12.1972 | AZ '67 Alkmaar      | 2:0                   | FC Den Bosch ʼ67         |
| 10.12.1972 | USV Elinkwijk       | 2:0                   | VVV-Venlo                |
| 10.12.1972 | Excelsior Rotterdam | 2:1                   | FC Utrecht               |
| 10.12.1972 | FC Amsterdam        | 3:1 n. V.             | Helmond Sport            |
| 10.12.1972 | FC Den Haag         | 6:0                   | RKSV Sparta '25          |
| 10.12.1972 | HFC Haarlem         | 0:3                   | Feyenoord Rotterdam      |
| 10.12.1972 | Heracles Almelo     | 2:1                   | VV Heerenveen            |
| 10.12.1972 | NAC Breda           | 2:2 n. V. (3:0 i. E.) | Ajax Amsterdam           |
| 10.12.1972 | NEC Nijmegen        | 1:0                   | Go Ahead Eagles Deventer |
| 10.12.1972 | Sparta Rotterdam    | 3:1                   | MVV Maastricht           |
| 10.12.1972 | SVV Schiedam        | 0:0 n. V. (5:3 i. E.) | Roda JC Kerkrade         |
| 10.12.1972 | SC Telstar 1963     | 0:2                   | FC Twente '65            |
| 10.12.1972 | VV Veendam          | 1:0                   | FC Groningen             |
| 10.12.1972 | FC Volendam         | 0:1                   | PEC Zwolle               |
| 10.12.1972 | AVV De Volewijckers | 1:0                   | Vitesse Arnheim          |
| 10.12.1972 | Willem II Tilburg   | 0:3                   | PSV Eindhoven            |

## 3. Runde
| Datum      |                     | Ergebnis  |                     |
| ---------- | ------------------- | --------- | ------------------- |
| 28.01.1973 | FC Den Haag         | 2:1       | AVV De Volewijckers |
| 28.01.1973 | USV Elinkwijk       | 0:4       | NAC Breda           |
| 28.01.1973 | Excelsior Rotterdam | 1:3       | PSV Eindhoven       |
| 28.01.1973 | NEC Nijmegen        | 2:0       | SVV Schiedam        |
| 28.01.1973 | PEC Zwolle          | 1:3       | Feyenoord Rotterdam |
| 28.01.1973 | RKSV Sparta '25     | 1:0       | FC Amsterdam        |
| 28.01.1973 | FC Twente '65       | 4:0       | Heracles Almelo     |
| 28.01.1973 | VV Veendam          | 2:3 n. V. | AZ '67 Alkmaar      |

## Finalrunden
| Viertelfinale 14. März 1973 | Viertelfinale 14. März 1973 | Viertelfinale 14. März 1973 |                  |   | Halbfinale 4. April 1973 | Halbfinale 4. April 1973 | Halbfinale 4. April 1973 |  |  | Finale 31. Mai 1973 | Finale 31. Mai 1973 | Finale 31. Mai 1973 |
|                             |                             |                             |                  |   |                          |                          |                          |  |  |                     |                     |                     |
|                             | PSV Eindhoven               | 0                           |                  |   |                          |                          |                          |  |  |                     |                     |                     |
|                             | Sparta Rotterdam            | 1                           |                  |   |                          |                          |                          |  |  |                     |                     |                     |
|                             | Sparta Rotterdam            | 1                           | Sparta Rotterdam | 1 |                          |                          |                          |  |  |                     |                     |                     |
|                             |                             |                             | Sparta Rotterdam | 1 |                          |                          |                          |  |  |                     |                     |                     |
|                             |                             | NAC Breda                   | 2                |   |                          |                          |                          |  |  |                     |                     |                     |
|                             | FC Den Haag                 | NAC Breda                   | 2                | 1 |                          |                          |                          |  |  |                     |                     |                     |
|                             |                             |                             |                  | 1 |                          |                          |                          |  |  |                     |                     |                     |
|                             | NAC Breda                   | 2                           |                  |   |                          |                          |                          |  |  |                     |                     |                     |
|                             | NAC Breda                   | 2                           | NAC Breda        | 2 |                          |                          |                          |  |  |                     |                     |                     |
|                             |                             |                             |                  | 2 |                          |                          |                          |  |  |                     |                     |                     |
|                             |                             | NEC Nijmegen                | 0                |   |                          |                          |                          |  |  |                     |                     |                     |
|                             | NEC Nijmegen                | NEC Nijmegen                | 0                | 1 |                          |                          |                          |  |  |                     |                     |                     |
|                             |                             |                             |                  | 1 |                          |                          |                          |  |  |                     |                     |                     |
|                             | Feyenoord Rotterdam         | 0                           |                  |   |                          |                          |                          |  |  |                     |                     |                     |
|                             | Feyenoord Rotterdam         | 0                           | NEC Nijmegen     | 1 |                          |                          |                          |  |  |                     |                     |                     |
|                             |                             |                             | NEC Nijmegen     | 1 |                          |                          |                          |  |  |                     |                     |                     |
|                             |                             | AZ '67 Alkmaar              | 0                |   |                          |                          |                          |  |  |                     |                     |                     |
|                             | AZ '67 Alkmaar              | AZ '67 Alkmaar              | 0                | 1 |                          |                          |                          |  |  |                     |                     |                     |
|                             |                             |                             |                  | 1 |                          |                          |                          |  |  |                     |                     |                     |
|                             | FC Twente '65               | 0                           |                  |   |                          |                          |                          |  |  |                     |                     |                     |

## Viertelfinale
| Datum      |                | Ergebnis |                     |
| ---------- | -------------- | -------- | ------------------- |
| 14.03.1973 | PSV Eindhoven  | 0:1      | Sparta Rotterdam    |
| 14.03.1973 | FC Den Haag    | 1:2      | NAC Breda           |
| 14.03.1973 | NEC Nijmegen   | 1:0      | Feyenoord Rotterdam |
| 14.03.1973 | AZ '67 Alkmaar | 1:0      | FC Twente '65       |

## Halbfinale
| Datum      |                  | Ergebnis |              |
| ---------- | ---------------- | -------- | ------------ |
| 04.04.1973 | Sparta Rotterdam | 1:2      | NAC Breda    |
| 04.04.1973 | AZ '67 Alkmaar   | 0:1      | NEC Nijmegen |

## Finale
| NAC Breda                                    | NAC Breda | NEC Nijmegen | NEC Nijmegen |
| -------------------------------------------- | --- | --- | ------------ |
| NAC Breda                                    | \| 31. Mai 1973 in Feyenoord-Stadion, Rotterdam \| \| Ergebnis: 2:0 (1:0) \| \| Zuschauer: 45.801 \| \| Schiedsrichter: Theo Boosten \| \| Spielbericht \|                                                              | \| 31. Mai 1973 in Feyenoord-Stadion, Rotterdam \| \| Ergebnis: 2:0 (1:0) \| \| Zuschauer: 45.801 \| \| Schiedsrichter: Theo Boosten \| \| Spielbericht \|                                                         | NEC Nijmegen |
| NAC Breda                                    | Jan de Jong – Arie Delmotte, Ad Bakker, Ati Graaumans, Jan Blom (75. Gerard van den Dries) – Bertus Quaars , Theo Dierckx, Frans Bouwmeester – Stanley Bish, Martien Vreijsen, Addy Brouwers. Cheftrainer: Henk Wullems | Harry Schellekens – Cees Kornelis, Jo Peters, Frans Eggenkamp, Sije Visser – Jan Peters, Piet Kamps, Chris Kronshorst – Frans Thijssen, Cas Janssens, Jan van Deinsen (60. Ad Mellaard). Cheftrainer: Wiel Coerver | NEC Nijmegen |
| NAC Breda                                    | 1:0 Stanley Bish (10.) 2:0 Addy Brouwers (75.) | | NEC Nijmegen |
| 31. Mai 1973 in Feyenoord-Stadion, Rotterdam | | |              |
| Ergebnis: 2:0 (1:0)                          | | |              |
| Zuschauer: 45.801                            | | |              |
| Schiedsrichter: Theo Boosten                 | | |              |
| Spielbericht                                 | | |              |